# حازم محناية
حازم فايز محناية لاعب كرة قدم سوري من مواليد حمص .

## مسيرة اللاعب
لعب سابقا مع الفئات السنية لنادي الكرامة السوري قبل انتقاله لالعين الإماراتي وأعير إلى نادي بني ياس في عام 2018 و أعير إلى نادي التعاون في عام 2020 و وقع مع نادي بينونة في عام 2022.
و هو شقيق اللاعب حمزة محناية.